# La pelle del tamburo
La pelle del tamburo (La piel del tambor), è un romanzo di Arturo Pérez-Reverte.

## Trama
Un hacker riesce ad entrare nella rete del Vaticano e a lasciare un messaggio direttamente al Papa: a Siviglia c'è una chiesa che lotta e uccide per difendersi, perché si trova abbandonata sia dalla Chiesa di Roma, che dalla città di Siviglia. Il Vaticano invia quindi ad investigare uno dei suoi uomini migliori: padre Lorenzo Quart. Padre Quart giunge a Siviglia e si trova nel mezzo di una serie di vicende e personaggi che ruotano attorno alla chiesa: don Ferro, il vecchio parroco; Pencho Gavira, il presidente della banca che otterrebbe dei vantaggi economici dalla demolizione della chiesa, Macarena Bruner, ex moglie di Gavira e fedele di don Ferro. 
Attorno ai personaggi principali, c'è un trio di disperati che vengono assoldati da Pencho Gavira per tentare di avere la meglio con qualunque mezzo: don Ibrahim, la Niña Puñales e il Potro del Mantelete. Un ex avvocato, una ex cantante di flamenco e un ex pugile: tutti e tre disperati e derelitti, ma legati l'un l'altro da uno strano affetto. A confronto con le certezze e la solidità di don Ferro, un prete vecchio stampo, padre Quart sentirà ancora di più la sua fede in Dio vacillare. Ma comunque ha un dovere da compiere.

## Edizioni
- Arturo Pérez-Reverte, La pelle del tamburo, traduzione di Ilide Carmignani, Nuove Edizioni Tascabili, 2003,  p. 446, ISBN 88-515-2104-2.